# Uşak Sportif
Maillots
Uşak Sportif était un club turc de basket-ball évoluant dans le championnat de Turquie de basket-ball. Le club est basé dans la ville d'Uşak.

## Historique
Le club monte en première division turque en 2013. Après une 7e place en 2013-2014 en Turquie, le club participe à l'EuroChallenge en 2014-2015. Le club est rebaptisé Muratbey Uşak Sportif, du nom du principal sponsor en avril 2015.
À la fin de la saison 2017-2018 de TBL, l'Uşak Sportif est relégué en deuxième division turque. En août 2018, le club, en proie à des problèmes budgétaires, annonce qu'il déclare forfait pour la saison 2018-2019.

## Palmarès
- Finaliste du Championnat de Turquie 2e division : 2013

## Joueurs célèbres ou marquants
- David Jelínek
- Miha Zupan
- Chris Warren
- Courtney Fells
- Paul Harris
- Khem Birch